# Destiny Etiko
Destiny Etiko, née le 12 août 1989 à Udi dans l'État d'Enugu au Nigeria, est une actrice nigériane.

## Biographie
Destiny est née à Udi, un village situé précisément dans l'État d'Enugu, une zone géographique du sud-est du Nigeria occupée majoritairement par les Igbos. Etiko a fait ses études primaires et secondaires dans l'État d'Enugu, où elle a obtenu son First School Leaving Certificate et le West African Senior School Certificate. Dans le but d'obtenir un diplôme universitaire, Etiko s'est installée dans l'État d'Anambra, puis s'est inscrite pour étudier les arts du théâtre à l'Université Nnamdi-Azikiwe, située à Awka. Etiko a été acceptée et admise et a finalement obtenu un diplôme en arts du théâtre.

### Vie privée
Contrairement à ce qui est devenu la norme dans l'industrie cinématographique nigériane, qui consiste à s'installer dans l'État de Lagos pour réussir en tant que créatrice, Etiko, qui est née dans l'État d'Enugu,, y réside toujours et y a vécu tout au long de sa carrière d'actrice. Dans une interview, Etiko a affirmé qu'elle avait été victime de harcèlement sexuel de la part de producteurs de films masculins, qui sont de loin majoritaires dans les productions cinématographiques au Nigeria. En 2019, Etiko a offert un appartement, à sa mère et l'a félicitée de l'avoir soutenue dans sa décision de devenir actrice, alors que son père s'y était opposé avec véhémence au départ. En mai 2020, elle a perdu son père.
Sans mâcher ses mots, Destiny Etiko reste l'une des actrices les plus généreuses et altruistes de l'industrie cinématographique nigériane. Sa bonne volonté envers les personnes moins privilégiées lui a valu tant d'amour et d'affection de la part des masses. Actuellement, l'actrice a créé une organisation à but non lucratif à son nom qui vise essentiellement à soulager la condition misérable des personnes qui croupissent dans la pénurie et le dénuement. La Fondation Destiny Etiko (DEF) a, à de nombreuses reprises, tendu la main à des personnes dans diverses localités afin de leur prêter main-forte, de quelque manière que ce soit.
Destiny Etiko et les membres de son équipe ont rendu visite à des écoles, à des veuves et à des personnes démunies dans les régions intérieures du Nigeria et les ont ensuite bénis avec des articles tels que des sacs de riz, du garri, etc. Il ne fait aucun doute que de tels gestes de bienveillance suscitent beaucoup d'amour de la part des gens et des bénédictions de la part de Dieu ; il n'est pas étonnant que l'on dise "un bon tour en mérite un autre". Il est donc dans sa nature de faire preuve d'un amour excessif envers les personnes sans défense, qui lui rendent la pareille du peu qu'elles peuvent en soufflant continuellement dans sa trompette.

## Carrière
Etiko a décrit dans une interview avec Vanguard, un journal nigérian, qu'après s'être inscrite à l'Actors Guild of Nigeria, elle s'est aventurée dans l'industrie cinématographique nigériane communément appelée Nollywood en 2011 et a décrit son expérience d'alors comme étant difficile car elle devait combiner sa carrière d'actrice avec ses exigences scolaires car elle était encore étudiante à l'époque. La carrière d'Etiko a pris de l'ampleur après avoir joué dans un film intitulé Idemili, produit en 2012 par Ernest Obi, mais qui n'est sorti qu'en 2014. Son rôle dans ce film lui a valu une nomination aux City People Entertainment Awards. Avant son rôle dans le film intitulé Idemili, Etiko était apparue dans d'autres films, mais n'y avait pas obtenu de rôles importants.